# Сибила Јерусалимска
Сибила Јерусалимска (око 1160—1190) била је грофица Јафе и Аскалона од 1176. и краљица Јерусалима од 1186. године.

## Биографија
Сибила је ћерка јерусалимског краља Амалрика Јерусалимског и Агнесе од Куртенеа. Сазнавши да му је син Балдуин болестан од куге, Амалрик је покушавао да Сибили пронађе мужа који би га наследио на јерусалимском престолу. Године 1180. мајка Агнеса ју је оженила Гајем Лизињанском, млађим братом свога љубавника Амалрика. Као мираз је добила грофовију Јафу и Аскалон. Након смрти сина Балдуина IV, Балдуина V, поново се отворило питање наследства круне. Јерусалим и околина желели су Сибилу за краљицу, али је гроф Ремон III од Триполија био регент по последњој жељи Балдуина IV. Сибила и Жосцелин III су осмислили превару и позвали Ремона у Акру. Његово одсуство искористила је Сибила да уђе у Јерусалим и крунише се за краљицу. Одмах након крунисања, Сибила је круну ставила на главу свога мужа Гаја Лизињанског. Крунисања су обављена у Цркви Светог Гроба. Крунисање су подржавали Рене од Шатијона, Жерар од Ришфоа и Жосцелин III.
Након битке код Хитина и уништења јерусалимске војске, Сибила је заједно са Балијаном од Ибелина командовала одбраном Јерусалима. Град је ипак освојен, а Сибила је заједно са својом ћерком побегла у Триполи. Умрла је 1190. године у Акри.

## Породично стабло
|  |                           |  |  |  |  |  |  |  |  |  |  |  |  |  |  |  |
|  | 2. Амалрик I Јерусалимски |  |  |  |  |  |  |  |  |  |  |  |  |  |  |  |
|  |                           |  |  |  |  |  |  |  |  |  |  |  |  |  |  |  |
|  |                           |  |  |  |  |  |  |  |  |  |  |  |  |  |  |  |
|  | 1. Сибила Јерусалимска    |  |  |  |  |  |  |  |  |  |  |  |  |  |  |  |
|  |                           |  |  |  |  |  |  |  |  |  |  |  |  |  |  |  |
|  |                           |  |  |  |  |  |  |  |  |  |  |  |  |  |  |  |
|  | 3. Агнеса Куртенеа        |  |  |  |  |  |  |  |  |  |  |  |  |  |  |  |
|  |                           |  |  |  |  |  |  |  |  |  |  |  |  |  |  |  |
|  |                           |  |  |  |  |  |  |  |  |  |  |  |  |  |  |  |